# ويليام إتش بيرك جونيور
ويليام إتش بيرك جونيور (بالإنجليزية: William H. Burke, Jr.)‏ هو شخصية أعمال أمريكي، ولد في 1906، وتوفي في 17 أبريل 1975.